# 射鵰英雄伝 レジェンド・オブ・ヒーロー
『射鵰英雄伝 レジェンド・オブ・ヒーロー』（しゃちょうえいゆうでん-、原題：射雕英雄伝 The Legend Of The Condor Heroes）は、金庸の武俠小説『射鵰英雄伝』を原作とし、華策影視・完美影視が2017年に制作・放映したテレビドラマ。全52話。

## キャスト
- 郭靖 - ヤン・シューウェン（楊旭文）
- 黄蓉 - リー・イートン（李一桐）
- 楊康 - チェン・シンシュー（陳星旭）
- 穆念慈 - モン・ズーイー（孟子義）
- 洪七公 - ジャオ・リーシン（趙立新）
- 黄薬師 - ミウ･キウワイ（苗僑偉）
- 柯鎮悪 - ワン・クイロン（王奎栄）
- 欧陽鋒 - ヘイズ（黒子）
- 一灯大師 - レイ・ロイ（呂良偉）
- 周伯通 - ニン・ウェントン（寧文彤）
- 梅超風 - ミー・ルー（米露）
- 郭嘯天 - シャオ・ビン（邵兵）
- 李萍 - ゾン・リー（曾黎）
- 楊鉄心 - リー・ゾンハン（李宗翰）
- 包惜弱 - リウ・チエンハン（劉芊含）
- 完顔洪烈 - ゾン・フォンイエン（宗峰岩）
- 王重陽 - ハン・ドン（韓棟）
- 朱聡 - ジー・チェンムー（姫晨牧）
- 韓宝駒 - ワン・チュンユエン（王春元）
- 南希仁 - マー・ジンジン（馬京京）
- 張阿生 - シン・ポン（信鵬）
- 全金発 - ロン・ダー（龍徳）
- 韓小瑩 - シャオ・イン（肖茵）
- 馬鈺 - ワン・リー（王力）
- 譚処端 - ジャオ・チウシェン（趙秋生）
- 劉処玄 - ソン・タオ（宋涛）
- 王処一 - ワン・ガン（王剛）
- 丘処機 - シャオ・フォン（邵峰）
- 郝大通 - リウ・ウェイ（劉威）
- 孫不二 - ジャオ・ツォン（趙聡）
- 尹志平 - ワン・リン（王林）
- 陳玄風 - ジャン・シーライ（張喜来）
- 欧陽克 - リウ・ジーヤン（劉智揚）
- 裘千仞／裘千丈 - ジャン・イーミン（蒋一銘）
- 瑛姑 - ジャン・カイイー（張楷依）
- 霊智上人 - レン・シーホン（任希鴻）
- 梁子翁 - ガオ・ユーチン（高玉慶）
- 彭連虎 - スン・ハオ（孫皓）
- 沙通天 - リン・イージェン（林以政）
- 侯通海 - グー・ダーチャオ（辜徳超）
- 陸乗風 - チャン・チェン（常鋮）
- 陸冠英 - ゴン・ジェンナン（宮正楠）
- 程瑶迦 - スイ・ユーモン（隋雨蒙）
- 曲の娘 - シア・ズートン（夏梓桐）
- 段天徳 - ユー・アイレイ（余皚磊）
- テムジン（チンギスハーン） - ジェン・ビンフイ（鄭斌輝）
- トゥルイ - ホウ・ルイシャン（侯瑞祥）
- コジン - ダイ・ウェンウェン（代文雯）
- ジェベ - フー・ティエンジャオ（傅天驕）

## スタッフ
- 原作：金庸『射鵰英雄伝』
- プロデューサー：グオ・ジンユー（郭靖宇）
- 監督：チャン・カーチュン（蒋家駿）
- 脚本：シェン・ユーチェン（沈昱辰）、ワン・ズーチー（王自蹊）、ジャオ・ウェイナ（趙微娜）、シュー・タオ（徐涛）
- 武術監督：リウ・ファン（劉方）
- 美術：リウ・ジンピン（劉京平）
- 衣装：グアン・ユエ（関越）
- 音楽：ハオ・イーガン（郝一剛）
- テーマソング「鉄血丹心」（作曲：顧嘉輝／編曲：胡皓）

## 日本での放映
2018年1月からチャンネルNECOで放送

## 日本語版ソフト
2017年11月にDVDがMAXAMより発売